# Nivala
Nivala est une ville du centre-ouest de la Finlande, dans la Province d'Oulu et la région d'Ostrobotnie du Nord. La commune est bordée au nord par Haapavesi, à l’est par Haapajärvi, au sud par Sievi et à l’ouest par Ylivieska.

## Géographie
C'est avant tout une grosse bourgade rurale de la vallée de la rivière Kalajoki, très plane et typique de la région.

## Démographie
Depuis 1980, l'évolution démographique de Nivala est la suivante, :
| Année      | 1980   | 1985   | 1990   | 1995   | 2000   | 2005   |
| ---------- | ------ | ------ | ------ | ------ | ------ | ------ |
| population | 10 515 | 11 017 | 11 249 | 11 379 | 11 079 | 10 889 |

| Année      | 2010   | 2015   |
| ---------- | ------ | ------ |
| population | 11 025 | 10 937 |

## Politique et administration

### Conseil municipal
Les sièges des 35 conseillers municipaux sont répartis comme suit:
| Parti     | Parti                              | Sièges 2021–2025 |
| --------- | ---------------------------------- | ---------------- |
|           | Parti social-démocrate de Finlande | 2                |
|           | Vrais Finlandais                   | 8                |
|           | Parti de la Coalition nationale    | 3                |
|           | Parti du centre                    | 20               |
|           | Ligue verte                        | 1                |
|           | Alliance de gauche                 | 1                |
|           | Chrétiens-démocrates               | 0                |
| Sources : |                                    |                  |

### Subdivisions administratives
Les villages de Nivala sont: Haapajärvenkylä, Järvikylä, Karvoskylä, Maliskylä, Nivala, Pahkalankylä, Sarjankylä, Välikylä, Junttikangas, Padinki, Paloperä, Haikara, Ruuskankylä, Jokikylä, Koskenperä, Ypyä, Haapaperä, Aittoperä, Ahde, Erkkilä, Töllinperä, Makola, Vilkuna.

## Transports

### Transports ferroviaires
La gare de Nivala est sur la ligne Iisalmi–Ylivieska.

### Transports routiers
Le village est situé à 150 km d'Oulu et à l'intersection des nationales suivantes :
- nationale 27 : Kalajoki (65 km) - Iisalmi (130 km)
- nationale 28 : Kokkola (95 km) - Kajaani (150 km).

Nivala est aussi traversé par la route régionale 793.

### Distances
- Ylivieska 29 km
- Helsinki 482 km
- Haapavesi 33 km
- Oulainen 50 km
- Oulu 151 km
- Iisalmi 115 km
- Jyväskylä 217 km
- Kalajoki 66 km
- Kauhava 159 km
- Kokkola 98 km
- Kuopio 217 km
- Tampere 349 km
- Turku 492 km

## Personnalités
Nivala était le lieu de résidence de Kyösti Kallio, le président de la Finlande pendant la Guerre d'Hiver et il y est inhumé.
C'est la commune de naissance de la skieuse de fond Helena Takalo, championne olympique du 5 km à Innsbruck (1976), médaillée d'argent et de bronze à 4 autres reprises, et double championne du monde 1978.
- Olli Immonen
- Katri Kaarlonen
- Kyösti Kallio
- Maria Lohela
- Kerttu Saalasti
- Atte Ohtamaa
- Helena Takalo
- Kustaa Vilkuna
- Kalervo Kallio

## Galerie

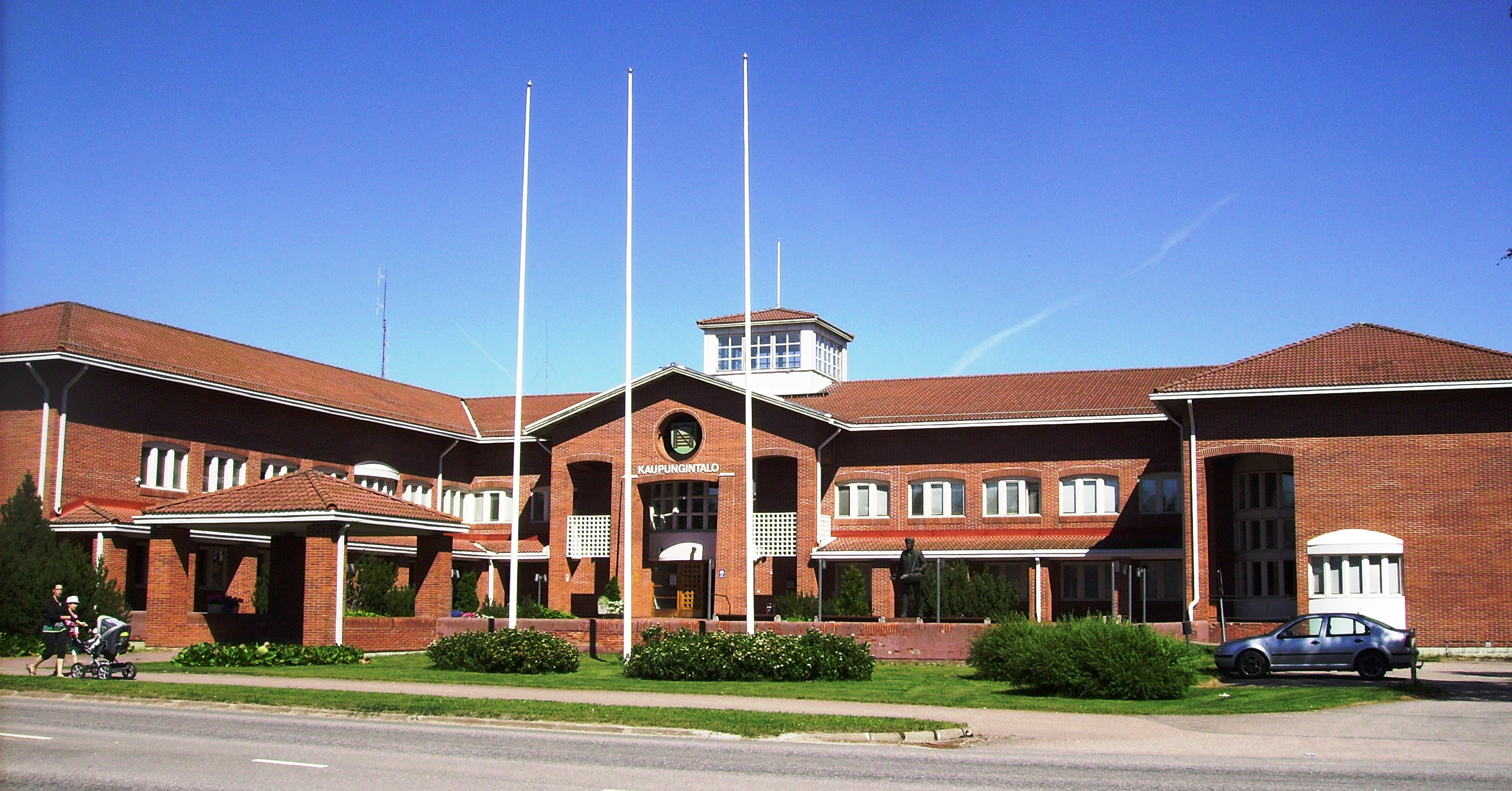
La mairie.
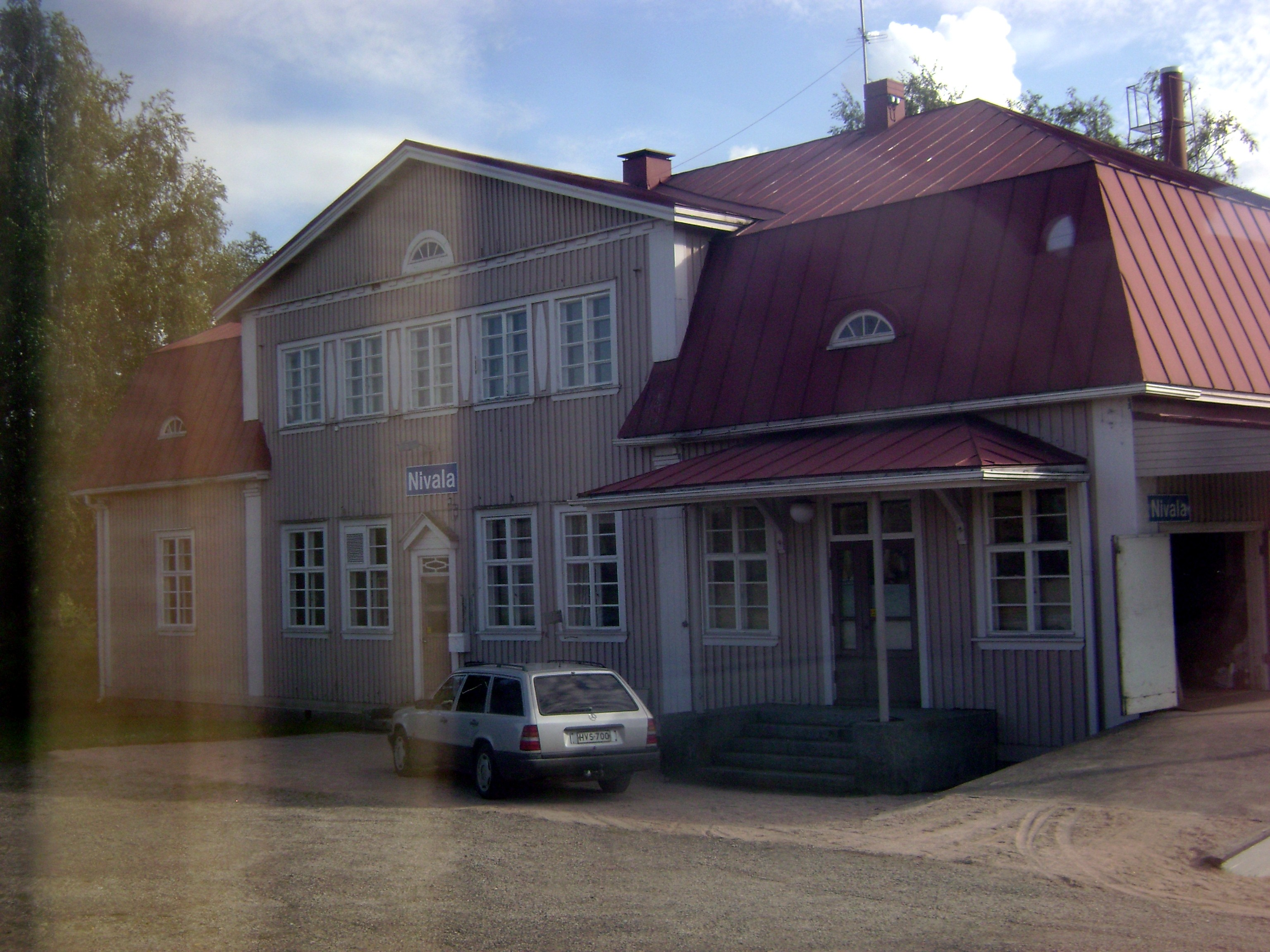
La gare.
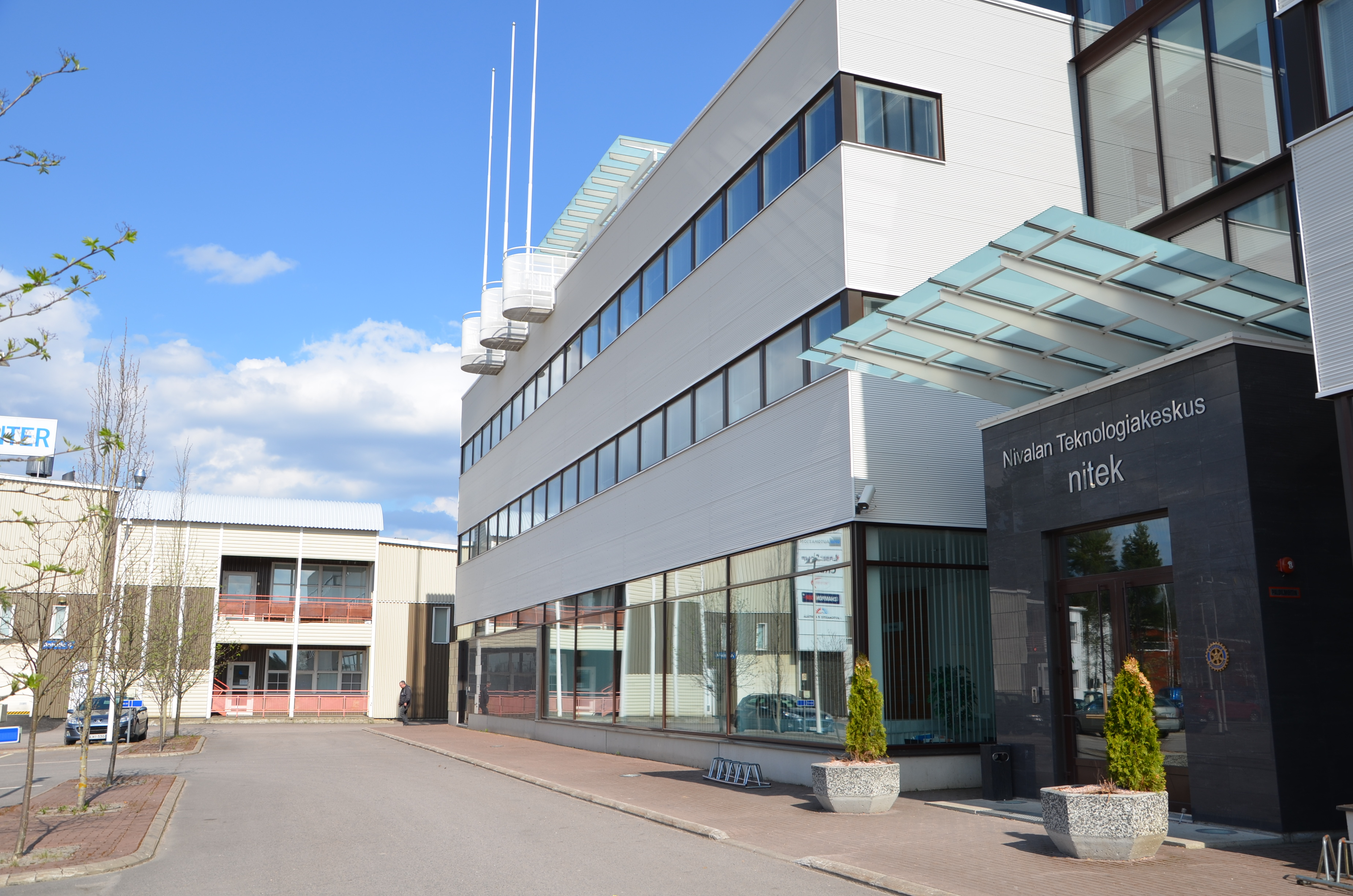
Le Village industriel.